# Mistrzostwa Świata w Piłce Ręcznej Mężczyzn 2009 (składy)
Skład ekip na mistrzostwa świata w piłce ręcznej mężczyzn, które odbyły się w dniach 16 stycznia-1 lutego 2009 w Chorwacji:

## Chorwacja
| Nr | Imię i nazwisko   | Pozycja      | Data urodzenia | Klub                  | Wzrost/waga |
| -- | ----------------- | ------------ | -------------- | --------------------- | ----------- |
| 1  | Venio Losert      | bramkarz     | 25.07.1976     | FC Barcelona          | 191/95      |
| 2  | Mateo Hrvatin     | skrzydłowy   | 15.08.1980     | Zamet-Crotek Rijeka   | 181/74      |
| 4  | Ivano Balić       | rozgrywający | 01.04.1979     | RK Zagrzeb            | 189/93      |
| 5  | Domagoj Duvnjak   | rozgrywający | 01.06.1988     | RK Zagrzeb            | 198/100     |
| 6  | Blaženko Lacković | rozgrywający | 25.12.1980     | HSV Hamburg           | 196/100     |
| 7  | Vedran Zrnić      | skrzydłowy   | 26.09.1979     | VfL Gummersbach       | 188/85      |
| 8  | Dalibor Anušić    | obrotowy     | 07.04.1976     | Frisch Auf! Göppingen | 198/104     |
| 9  | Igor Vori         | obrotowy     | 20.09.1980     | RK Zagrzeb            | 203/118     |
| 10 | Jakov Gojun       | skrzydłowy   | 18.04.1986     | RK Siscia             | 203/104     |
| 17 | Goran Šprem       | skrzydłowy   | 06.07.1979     | HSG Nordhorn          | 184/85      |
| 18 | Denis Špoljarić   | rozgrywający | 20.08.1979     | RK Zagrzeb            | 194/104     |
| 19 | Petar Metličić    | rozgrywający | 25.12.1976     | BM Ciudad Real        | 194/98      |
| 21 | Denis Buntić      | rozgrywający | 13.10.1982     | Ademar Leon           | 198/103     |
| 24 | Tonči Valčić      | rozgrywający | 09.06.1979     | RK Zagrzeb            | 194/99      |
| 25 | Mirko Alilović    | bramkarz     | 15.09.1985     | Ademar Leon           | 200/105     |
| 27 | Ivan Čupić        | skrzydłowy   | 27.03.1986     | RK Gorenje Velenje    | 178/81      |

## Dania
| Nr | Imię i nazwisko        | Pozycja      | Data urodzenia | Klub                   | Wzrost/waga |
| -- | ---------------------- | ------------ | -------------- | ---------------------- | ----------- |
| 1  | Kasper Hvidt           | bramkarz     | 06.02.1976     | FC Barcelona           | 192/97      |
| 2  | Thomas Mogensen        | rozgrywający | 30.01.1983     | SG Flensburg-Handewitt | 187/98      |
| 4  | Lasse Boesen           | rozgrywający | 18.09.1979     | SG Flensburg-Handewitt | 193/97      |
| 5  | Torsten Laen           | obrotowy     | 26.11.1979     | BM Ciudad Real         | 198/102     |
| 6  | Lars T. Jørgensen      | rozgrywający | 03.02.1978     | Portland San Antonio   | 193/104     |
| 7  | Jesper Jensen          | rozgrywający | 30.10.1978     | Skjern Håndbold        | 188/92      |
| 9  | Lars Christiansen      | skrzydłowy   | 18.04.1972     | SG Flensburg-Handewitt | 182/88      |
| 11 | Anders Eggert          | skrzydłowy   | 14.05.1982     | Skjern Håndbold        | 179/85      |
| 12 | Niklas Landin Jacobsen | bramkarz     | 19.12.1988     | GOG Svendborg TGI      | 200/97      |
| 13 | Bo Spellerberg         | rozgrywający | 24.07.1979     | KIF Kolding            | 192/98      |
| 14 | Michael V. Knudsen     | obrotowy     | 04.09.1978     | SG Flensburg-Handewitt | 191/99      |
| 17 | Lasse Svan Hansen      | skrzydłowy   | 31.08.1983     | SG Flensburg-Handewitt | 185/85      |
| 18 | Mikkel Hansen          | rozgrywający | 22.10.1987     | FC Barcelona           | 196/98      |
| 22 | Kasper Søndergaard     | rozgrywający | 09.06.1981     | KIF Kolding            | 195/94      |
| 24 | Hans Lindberg          | skrzydłowy   | 01.08.1981     | HSV Hamburg            | 188/88      |
| 27 | Mads Ø. Nielsen        | rozgrywający | 103.1981       | Bjerringbro-Silkeborg  | 197/100     |

## Francja
| Nr | Imię i nazwisko    | Pozycja      | Data urodzenia | Klub               | Wzrost/waga |
| -- | ------------------ | ------------ | -------------- | ------------------ | ----------- |
| 2  | Jérôme Fernandez   | rozgrywający | 7.03.1977      | BM Ciudad Real     | 199/106     |
| 3  | Didier Dinart      | obrotowy     | 18.01.1977     | BM Ciudad Real     | 198/111     |
| 5  | Guillaume Gille    | rozgrywający | 12.07.1976     | HSV Hamburg        | 192/97      |
| 8  | Daniel Narcisse    | rozgrywający | 16.12.1979     | Chambéry Savoie HB | 189/93      |
| 9  | Guillaume Joli     | skrzydłowy   | 27.03.1985     | Chambéry Savoie HB | 178/83      |
| 12 | Daouda Karaboue    | bramkarz     | 11.12.1975     | Montpellier HB     | 197/95      |
| 13 | Nikola Karabatić   | rozgrywający | 11.04.1984     | THW Kiel           | 195/102     |
| 14 | Christophe Kempe   | obrotowy     | 2.05.1975      | Toulouse Union HB  | 193/105     |
| 15 | Franck Junillon    | rozgrywający | 28.11.1978     | MT Melsungen       | 195/98      |
| 16 | Thierry Omeyer     | bramkarz     | 2.11.1976      | THW Kiel           | 191/95      |
| 19 | Luc Abalo          | skrzydłowy   | 6.09.1984      | BM Ciudad Real     | 184/82      |
| 20 | Cedric Sorhaindo   | obrotowy     | 7.06.1984      | Paris HB           | 192/102     |
| 21 | Michaël Guigou     | skrzydłowy   | 28.01.1982     | Montpellier HB     | 179/78      |
| 22 | Xavier Barachet    | rozgrywający | 19.11.1988     | Chambéry Savoie HB | 195/98      |
| 23 | Sebastien Bosquet  | rozgrywający | 24.02.1979     | Dunkerque HB       | 198/101     |
| 24 | Sebastien Ostertag | skrzydłowy   | 16.03.1979     | Tremblay en France | 173/79      |

## Hiszpania
| Nr | Imię i nazwisko         | Pozycja      | Data urodzenia | Klub                 | Wzrost/waga |
| -- | ----------------------- | ------------ | -------------- | -------------------- | ----------- |
| 1  | José Hombrados          | bramkarz     | 7.04.1972      | BM Ciudad Real       | 195/98      |
| 2  | Alberto Entrerríos      | rozgrywający | 7.11.1976      | BM Ciudad Real       | 192/102     |
| 3  | Cristian Ugalde         | skrzydłowy   | 19.10.1987     | FC Barcelona         | 189/85      |
| 4  | Albert Rocas            | skrzydłowy   | 16.06.1982     | FC Barcelona         | 189/92      |
| 5  | Joan Cañellas           | rozgrywający | 30.09.1986     | BM Granollers        | 198/102     |
| 6  | Rubén Garabaya          | obrotowy     | 15.09.1979     | FC Barcelona         | 201/109     |
| 8  | Juan Andreu             | rozgrywający | 20.01.1985     | BM Granollers        | 196/98      |
| 10 | Víctor Hugo López       | obrotowy     | 23.11.1982     | BM Valladolid        | 196/97      |
| 11 | Viran Morros            | rozgrywający | 15.12.1982     | BM Ciudad Real       | 199/107     |
| 12 | José Manuel Sierra      | bramkarz     | 21.05.1978     | BM Valladolid        | 194/93      |
| 15 | Óscar Perales           | skrzydłowy   | 09.12.1983     | BM Valladolid        | 194/90      |
| 16 | David Barrufet          | bramkarz     | 4.06.1970      | FC Barcelona         | 199/110     |
| 17 | Juanín García Lorenzana | skrzydłowy   | 28.08.1977     | FC Barcelona         | 176/74      |
| 18 | Iker Romero Fernández   | rozgrywający | 15.06.1980     | FC Barcelona         | 196/104     |
| 26 | Carlos Ruesga           | rozgrywający | 10.03.1985     | Portland San Antonio | 184/96      |
| 27 | Víctor Tomás            | skrzydłowy   | 15.02.1985     | FC Barcelona         | 178/85      |

## Niemcy
| Nr | Imię i nazwisko    | Pozycja      | Data urodzenia | Klub                  | Wzrost/waga |
| -- | ------------------ | ------------ | -------------- | --------------------- | ----------- |
| 1  | Johannes Bitter    | bramkarz     | 02.09.1982     | HSV Hamburg           | 205/113     |
| 2  | Pascal Hens        | rozgrywający | 26.03.1980     | HSV Hamburg           | 203/101     |
| 4  | Oliver Roggisch    | obrotowy     | 25.08.1978     | Rhein-Neckar Löwen    | 202/112     |
| 5  | Dominik Klein      | skrzydłowy   | 16.12.1983     | THW Kiel              | 190/85      |
| 6  | Michael Müller     | rozgrywający | 19.09.1984     | TV Großwallstadt      | 197/103     |
| 7  | Martin Strobel     | rozgrywający | 05.06.1986     | TBV Lemgo             | 189/92      |
| 8  | Sebastian Preiß    | obrotowy     | 08.02.1981     | TBV Lemgo             | 195/104     |
| 9  | Jens Tiedtke       | obrotowy     | 10.10.1979     | TV Großwallstadt      | 196/100     |
| 11 | Holger Glandorf    | rozgrywający | 30.03.1983     | HSG Nordhorn          | 195/88      |
| 12 | Silvio Heinevetter | bramkarz     | 21.10.1984     | SC Magdeburg          | 194/99      |
| 15 | Torsten Jansen     | skrzydłowy   | 23.12.1976     | HSV Hamburg           | 185/89      |
| 16 | Carsten Lichtlein  | bramkarz     | 04.11.1980     | TBV Lemgo             | 202/100     |
| 18 | Michael Kraus      | rozgrywający | 28.09.1983     | TBV Lemgo             | 187/97      |
| 19 | Christian Schöne   | skrzydłowy   | 23.02.1981     | Frisch Auf! Göppingen | 188/82      |
| 20 | Christian Sprenger | skrzydłowy   | 06.04.1983     | SC Magdeburg          | 190/94      |
| 21 | Lars Kaufmann      | rozgrywający | 25.02.1982     | Frisch Auf! Göppingen | 199/106     |
| 22 | Stefan Schröder    | skrzydłowy   | 17.07.1981     | HSV Hamburg           | 183/88      |

## Norwegia
| Nr | Imię i nazwisko    | Pozycja      | Data urodzenia | Klub                   | Wzrost/waga |
| -- | ------------------ | ------------ | -------------- | ---------------------- | ----------- |
| 1  | Steinar Ege        | bramkarz     | 10.04.1972     | FCK Håndbold           | 194/94      |
| 2  | Johnny Jensen      | obrotowy     | 17.02.1972     | SG Flensburg-Handewitt | 193/108     |
| 3  | Stian Vatne        | rozgrywający | 10.05.1974     | BM Aragón              | 199/117     |
| 4  | Thomas Drange      | rozgrywający | 22.02.1986     | Fyllingen Håndball     | 191/89      |
| 5  | Frank Løke         | obrotowy     | 6.02.1980      | ZMC Amicitia Zürich    | 193/106     |
| 7  | Lars Erik Bjørnsen | skrzydłowy   | 20.07.1982     | Team Tvis Holstebro    | 183/84      |
| 8  | Bjarte Myrhol      | obrotowy     | 29.05.1982     | HSG Nordhorn           | 191/98      |
| 10 | Havard Tvedten     | skrzydłowy   | 29.06.1978     | BM Valladolid          | 183/85      |
| 11 | Eriend Mamelund    | rozgrywający | 1.05.1984      | HSG Nordhorn           | 197/102     |
| 12 | Ole Erevik         | bramkarz     | 9.01.1981      | KIF Kolding            | 196/99      |
| 13 | Christoffer Rambo  | rozgrywający | 18.11.1989     | IL Runar               | 196/90      |
| 14 | Alexander Buchmann | rozgrywający | 24.01.1982     | US Ivry HB             | 189/95      |
| 15 | Kristian Kjelling  | rozgrywający | 6.09.1980      | Portland San Antonio   | 198/96      |
| 16 | Svenn-Erik Medhus  | bramkarz     | 22.06.1982     | TSV GWD Minden         | 199/99      |
| 18 | Vegard Samdahl     | rozgrywający | 21.03.1978     | Aarhus GF              | 194/97      |
| 19 | Thomas Skoglund    | skrzydłowy   | 3.03.1983      | GOG Svendborg TGI      | 182/85      |

## Polska
| Nr | Imię i nazwisko    | Pozycja      | Data urodzenia | Klub                     | Wzrost/waga |
| -- | ------------------ | ------------ | -------------- | ------------------------ | ----------- |
| 1  | Sławomir Szmal     | bramkarz     | 02.10.1978     | Rhein-Neckar Löwen       | 189/96      |
| 2  | Bartłomiej Jaszka  | rozgrywający | 16.06.1983     | Füchse Berlin            | 184/92      |
| 3  | Krzysztof Lijewski | rozgrywający | 07.07.1983     | HSV Hamburg              | 198/96      |
| 4  | Patryk Kuchczyński | skrzydłowy   | 17.03.1983     | Vive Kielce              | 182/85      |
| 8  | Karol Bielecki     | rozgrywający | 23.01.1982     | Rhein-Neckar Löwen       | 202/102     |
| 9  | Artur Siódmiak     | obrotowy     | 07.10.1975     | TuS Nettelstedt-Lübbecke | 192/108     |
| 10 | Daniel Żółtak      | obrotowy     | 28.02.1984     | Vive Kielce              | 195/105     |
| 11 | Damian Wleklak     | rozgrywający | 28.02.1976     | HC Alpla Hard            | 186/85      |
| 13 | Bartosz Jurecki    | obrotowy     | 31.01.1979     | SC Magdeburg             | 193/106     |
| 14 | Mariusz Jurasik    | skrzydłowy   | 04.05.1976     | Rhein-Neckar Löwen       | 192/99      |
| 15 | Michał Jurecki     | rozgrywający | 27.10.1984     | TuS Nettelstedt-Lübbecke | 202/112     |
| 19 | Tomasz Tłuczyński  | skrzydłowy   | 19.04.1979     | TSV Hannover – Burgdorf  | 182/84      |
| 20 | Mariusz Jurkiewicz | rozgrywający | 03.02.1982     | JD Arrate                | 197/108     |
| 21 | Adam Malcher       | bramkarz     | 21.05.1986     | Zagłębie Lubin           | 199/109     |
| 22 | Marcin Lijewski    | rozgrywający | 21.09.1977     | HSV Hamburg              | 197/102     |
| 27 | Rafał Gliński      | skrzydłowy   | 29.12.1982     | TV Willstätt Ortenau     | 181/88      |

## Węgry
| Nr | Imię i nazwisko  | Pozycja      | Data urodzenia | Klub            | Wzrost/waga |
| -- | ---------------- | ------------ | -------------- | --------------- | ----------- |
| 1  | Nenad Puljezević | bramkarz     | 13.03.1973     | SC Szeged       | 195/111     |
| 3  | Ferenc Ilyés     | rozgrywający | 20.12.1981     | MKB Veszprém KC | 198/103     |
| 5  | Gábor Császár    | rozgrywający | 16.06.1984     | Viborg HK       | 183/90      |
| 6  | Tamás Mocsai     | rozgrywający | 9.12.1978      | TBV Lemgo       | 196/96      |
| 7  | Gyula Gál        | obrotowy     | 18.08.1976     | MKB Veszprém KC | 194/124     |
| 8  | Gergő Iváncsik   | skrzydłowy   | 30.11.1981     | MKB Veszprém KC | 190/89      |
| 9  | Tamás Iváncsik   | skrzydłowy   | 3.04.1983      | MKB Veszprém KC | 180/74      |
| 10 | Gergely Harsányi | skrzydłowy   | 3.05.1981      | Pler KC         | 191/99      |
| 11 | Barna Putics     | rozgrywający | 18.08.1984     | FC Barcelona    | 200/102     |
| 12 | Nándor Fazekas   | bramkarz     | 16.10.1976     | VfL Gummersbach | 192/90      |
| 13 | Dávid Katzirz    | rozgrywający | 25.06.1980     | SC Szeged       | 195/100     |
| 15 | Szabolcs Törő    | skrzydłowy   | 10.03.1983     | Dunaferr SE     | 185/78      |
| 19 | László Nagy      | rozgrywający | 3.03.1981      | FC Barcelona    | 209/116     |
| 21 | Gábor Herbert    | obrotowy     | 6.02.1979      | Pick Szeged     | 197/110     |
| 23 | Nikola Eklemović | rozgrywający | 8.02.1978      | MKB Veszprém KC | 193/99      |
| 25 | Szabolcs Zubai   | obrotowy     | 31.03.1984     | Dunaferr SE     | 193/97      |

## Słowacja
- Richard Štochl
- Martin Pramuk
- Michal Shejbal
- Teodor Paul
- Andrej Petro
- Michal Kopčo
- Alexander Ivanov
- Peter Dudáš
- Tomáš Stráňovský
- Tomáš Urban
- Jan Faith
- Miroslav Volentics
- Martin Straňovský
- Radoslav Antl
- Marian Kleis
- Daniel Valo
- Peter Vozár
- Patrik Hruščák
- Peter Kukučka
- Juraj Nižňan
- František Šulc
- Csaba Szücs
- Martin Farkašovský
- Radovan Pekár
- Ladislav Tarhai
- Pavol Polakovič
- František Zaťko
- Marián Huňady

## Rumunia
- Ionuț Stănescu
- Mihai Popescu
- Stefan Laufceac
- Levente Szabo
- Sorin Barza
- George Buricea
- Alin Santa
- Marius Stavrositu
- Dan Rohozneanu
- Rareș Jurcă
- Eremia Piriianu
- Florin Ciubotariu
- Valentin Ghionea
- Mihai Timofte
- Laurențiu Toma
- Sandu Iacob
- Florin Nicolae
- Dan Savenco
- Adrian Petrea
- George Irimescu
- Daniel Mureșan
- Marian Filip
- Marian Cozma
- Alexandru Dimache
- Ionut Georgescu
- Cristian Fenici
- Cristian Adomnicai
- Iuliu Csepreghi

## Egipt
- Amr Mohamed
- Mohamed Hashem
- Mahmoud Abdel Dayem
- Hussein Mabrouk
- Moustafa Hussein
- Ahmed El Ahmar
- Mohamed Shebib
- Mohamed Ramadan
- Amr EL Kalioby
- Abou El Fetouh Abdel Razek
- Ibrahim Mabrouk
- Mohamed Nakib Bakir
- Karim Osman
- Hassan Mabrouk
- Mohamed Hassan
- Walid Abdel Maksoud
- Eslam Ibrahim
- Hany El Fakharany
- Hassan Rabie
- Hussein Hussein
- Mahmoud Hassan
- El Sayed Ismail
- Mahmoud Hassaballa
- Emad Abdel Wahab
- Mohammed Amr
- Mohamed Ismail
- Belal Mabrouk
- Karim Shoukry

## Macedonia
- Nikoła Mitrewski
- Złatko Daskałowski
- Borko Ristowski
- Petar Angełow
- Mitko Stoiłow
- Włado Nedanowski
- Łazo Majnow
- Stojancze Stoiłow
- Stewcze Ałuszowski
- Kirił Łazarow
- Włatko Mitkow
- Ace Jonowski
- Branisław Angełowski
- Władimir Temełkow
- Filip Mirkułowski
- Złatko Mojsoski
- Aleksandar Jovic
- Naumcze Mojsowski
- Wanczo Dimowski
- Igor Pawłowski
- Filip Łazarow
- Darko Janew
- Goce Makałowski
- Goce Georgiewski
- Goran Gjorgonowski
- Mite Karaiwanow
- Radosław Stojanovic